# MG-350

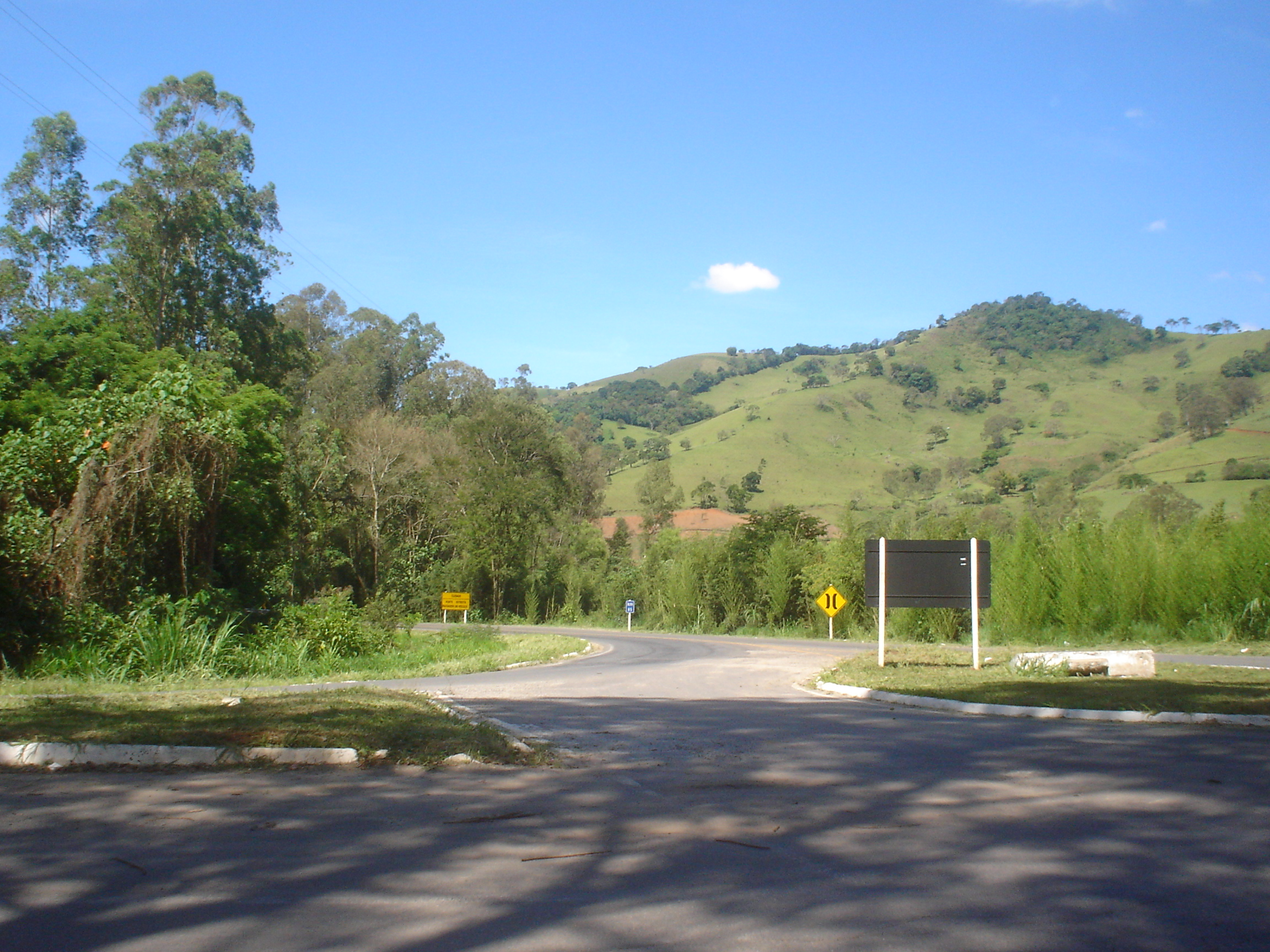
Entroncamento da rodovia MG-350 com a BR-459 em Itajubá, próximo à divisa com o município de Wenceslau Braz.

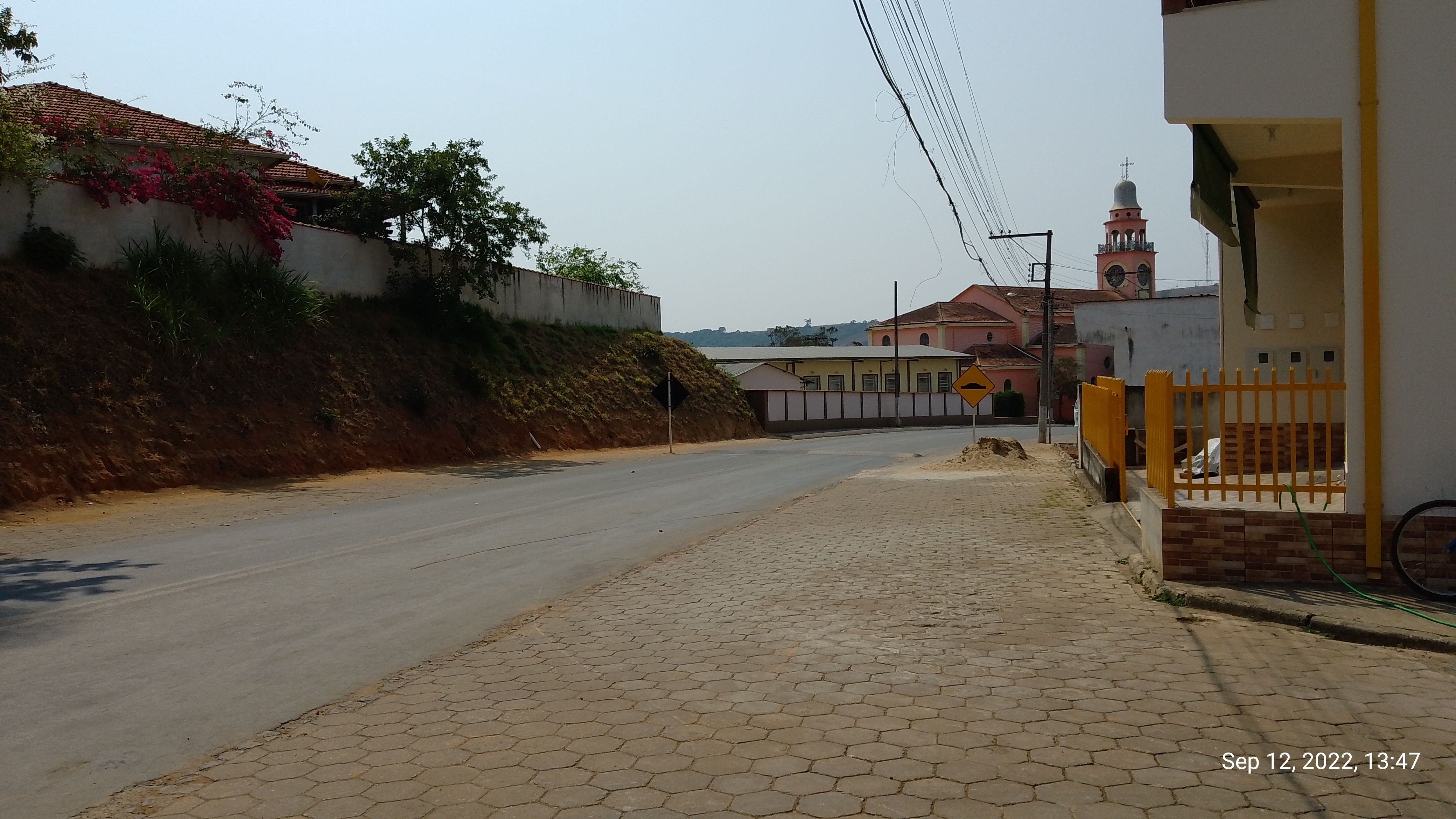
Trecho da MG-350 na localidade de São Sebastião do Rio Verde.

A MG-350 é uma rodovia brasileira do estado de Minas Gerais. Por sua característica, é considerada uma rodovia diagonal.

## Trajeto
A rodovia MG-350 liga a BR-354, no município de Pouso Alto, até a BR-459, no município de Itajubá. Ela tem 83 km de extensão, dos quais estão asfaltados o trecho que vai do início da rodovia até Virgínia, com 24 km, e o trecho que vai de Marmelópolis até o final, com 36 km de extensão. A MG-350 é uma das principais vias do circuito turístico das Terras Altas da Mantiqueira e passa pelos municípios de Pouso Alto, São Sebastião do Rio Verde, Virgínia, Marmelópolis, Delfim Moreira, Wenceslau Braz e Itajubá.

## Denominações
O trecho da rodovia MG-350 que liga os municípios de Pouso Alto e Virgínia é denominado Estrada Engenheiro Henrique  Neves Mohallen por força da Lei Estadual 15820. O trecho que liga Marmelópolis a Delfim Moreira, por sua vez, é denominado Rodovia Manoel Ribeiro de Carvalho - Capitão  Neco, conforme estabelece a Lei 17374. Finalmente, o trecho que vai de Delfim Moreira até o entroncamento com a BR-459 recebe o nome de Rodovia Presidente Tancredo Neves. Essa denominação inclui também toda a rodovia AMG-1915, que liga Delfim Moreira à divisa com o estado de São Paulo.